# 신동진 (1935년)
신동진(申東振, 1935년 4월 10일 ~ , 경기 남양주)은 대한민국의 공무원이다.

## 학력
- 1954년: 휘문고등학교 졸업
- 1958년: 성균관대학교 행정학과 학사
- 1985년: 연세대학교 행정대학원 행정학 석사
- 1992년: 국방대학원 행정학 석사 수료

## 경력
- 1963년: 감사원 근무
- 1981년: 감사원 기술국 제1과장
- 1982년: 감사원 기획실 기획담당관
- 1985년: 감사원 제3국 제1과장
- 1986년: 감사원 제5국 제1과장
- 1987년: 감사원 총무과장
- 1988년: 감사원 감사교육실장
- 1990년: 감사원 제4국장
- 1992년: 감사원 기술국장
- 1993년: 감사원 사무차장
- 1993년: 감사원 사무총장
- 1995년: 감사원 감사위원
- 2000년: 성균관대 겸임교수
- 2001년: 경동대학교 총장

## 수상
- 녹조근정훈장
- 황조근정훈장

| 전임 최세관 | 제17대 감사원 사무차장 1993년 3월 6일 ~ 1993년 12월 27일 | 후임 노우섭 |

| 전임 황영하 | 제14대 감사원 사무총장 1993년 12월 27일 ~ 1995년 12월 16일 | 후임 노우섭 |